# Entaulament

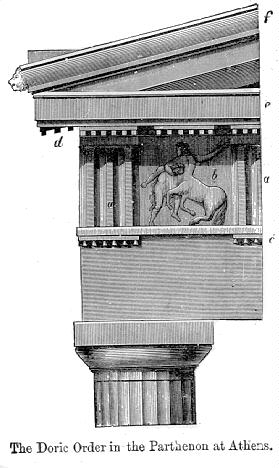
Entaulament del Partenó

S'anomena entaulament l'aplec o totalitat de peces que graviten immediatament sobre les columnes a l'arquitectura arquitravada. Es divideixen en tres seccions: 
- arquitrau
- fris
- cornisa

L'origen d'aquests elements sembla trobar-se en la voluntat dels antics constructors grecs de representar en pedra les formes que ja construïen als primitius temples de fusta. Així l'arquitrau seria la transposició en pedra d'una biga, els tríglifs del fris serien els caps de les bigues secundàries que recolzen sobre l'anterior, i la cornisa seria el cantell sobre el qual recolza la coberta.
Sobre la cornisa, formant coronament, recolzen dues cornises en angle o una sola arcada que s'anomenen conjuntament frontó. L'espai circumscrit pel triangle resultant rep el nom de timpà. Els costats del frontó conformen els laterals de la coberta.
Entre les diferents formes de frontó les més comunes són: 
- el frontó triangular (que és el més habitual)
- el frontó circular
- el frontó partit
- el frontó rebaixat (segons l'alçada del triangle)
- el gablet o pinyó, que és un frontó agusat i per adorn propi de l'arquitectura gòtica. També s'anomena pinyó la part alta d'un mur acabada en forma triangular.